# Agustín Carabajal
Agustín Carabajal (La Banda, Santiago del Estero; 14 de agosto de 1933-La Banda, 14 de junio de 1975) fue un folclorista, músico, cantante, letrista y compositor argentino.
Hijo de María Luisa Paz y Francisco Rosario Carabajal y hermano de Carlos y Cuti; fue apadrinado por el presidente Agustín Pedro Justo por ser el séptimo hijo varón del matrimonio.

## Trayectoria
Siendo muy joven formó dupla musical con su hermano Carlos, presentándose en La Banda y Santiago. En ese tiempo conoció a Antonio Ramírez con quien luego formó el dúo Los Centinelas. Con él viajó a Buenos Aires en 1956 formando parte de la compañía de cantores y bailarines de Andrés Chazarreta y decidieron quedarse en la ciudad. Más adelante Agustín y Carlos grabaron discos con algunas compañías discográficas. 
En 1959 formó, junto a Antonio Ramírez y los hermanos Luciano y Osvaldo Duthu, el grupo Los Cantores de Salavina. En julio de 1963 Agustín dejó el grupo y fue reemplazado por Víctor Quinteros. En octubre de ese año tres de los integrantes (excepto Osvaldo Duthu) fallecieron en un accidente cuando regresaban de una presentación en Bahía Blanca. En homenaje a este grupo se formó Las Voces de Salavina, con los hermanos Agustín, Cuti y Raúl Carabajal y el sobrino Cali Carabajal. Luego Raúl se va del grupo y lo reemplaza el hermano Carlos Carabajal. En 1967 se formó el grupo Los Carabajal del cual fue miembro junto a Carlos, Cuti y Cali. Fue junto a su hermano Carlos el creador del Festival nacional de la Chacarera.

## Fallecimiento
Agustín falleció a los 41 años el 14 de junio de 1975 víctima de una enfermedad terminal. Su hermano Cuti compuso la chacarera Coplas para mi hermano, en alusión a su fallecimiento.

## Obras
Canciones registradas en la Sociedad Argentina de Autores y Compositores Sadaic:
Autor y compositor
- Alabanza a la Telesita.
- Fiesta churita.
- Flor adorada.
- Rosa del amanecer.
- Vidala a la errante.

Autor (letrista)
- Chacarera del Itin. Música de Andrés Avelino Chazarreta.
- De los lagos. Música de Carlos Carabajal.
- El huarmilu. Música de Los Hermanos Ríos.
- La del olvido. Con Carlos y Héctor Carabajal. Música de Carlos Carabajal.
- La parecida. Música de Leocadio del Carmen Torres.
- La Telesita. Música de Andrés Avelino Chazarreta.
- Tiempo de pandorgas. Música de Los Hermanos Ríos.

Compositor
- Alma de rezabaile. Letra de Carlos Carabajal.
- Chacarera del ckari. Letra de Osvaldo Román Andino.
- La colita. Con Carlos y Héctor Carabajal.
- La rubia Moreno. Letra de Cristóforo Juárez.
- Pampa de los guanacos. Letra de Cristóforo Juárez.
- Por los telares. Letra de Oscar Díaz.
- Señora Macacha Güemes. Letra de León Benarós.
- Sueño en el monte. Letra de Cuti Carabajal.
- Vidala de los chuquis. Letra de Alfonso Cárdenas.